# Viaducto Provincial
El Viaducto Provincial (conocido informalmente como el Viaducto de la Novena), está ubicado en Bucaramanga, noreste de Colombia. Es un puente atirantado que comunica los sectores de la Calle 45 con Carrera 9 y la Ciudadela Real de Minas. Su construcción estaba programada para durar entre 18 y 22 meses, pero tardó 53 meses para ser entregado el 9 de abril de 2015. La longitud del puente es de 550 m y cuenta con 2 pilares de concreto de 130 m de alto y su tablero es de 30 m de ancho.
El puente fue prediseñado por el ingeniero Alfredo Santander Palacios. El diseño final para la construcción fue realizado por la empresa española, Carlos Fernández Casado, S.L. Oficina de Proyectos. La licitación para su construcción fue ganada por el Consorcio Internacional Viaducto Carrera Novena, este consorcio estaba conformado por las empresas Sig Southwestern International Group S.A. de Colombia y Mexicana de Presfuerzo S.A. de CV (MEXPRESA), de México.

## Descripción
El viaducto de la Carrera Novena está conformado por un puente atirantado de 550 m de longitud, una luz central de 292 m y tramos laterales de 129 m. Adicionalmente tiene un tramo de acceso de 41 m constituido por un sistema de placas y vigas en concreto presforzado.
La estructura del puente se apoya en 2 pilares de 130 m de altura. La zona atirantada consta de una sección en concreto postensado tipo cajón construida por dovelas y con un eje de tirantes por el centro del cajón, los cuales llegan a un pilón mixto de acero y concreto reforzado. Estos tirantes también llevan iluminación con luces Led tipo cortina o intermitentes. 
Los accesos y salidas para el viaducto se realizarán a través de dos (2) pasos elevados o intercambiadores: Por el Sur en el barrio Mutis, el cual ya se encuentra en funcionamiento desde diciembre de 2015; y por el Norte en la intersección vial entre la Calle 45 y la Carrera 9, el cual está en etapa de consecución de recursos para financiar su construcción. Mientras tanto, su acceso y salida por la zona Norte se realiza mediante semáforos a nivel en Calle y Carrera. En este mismo sector Norte, a un costado del inicio del viaducto está erigido un monumento en forma de obelisco, donde se puede contemplar una vista panorámica del puente y se observa con lujo de detalle su iluminación.

## Historia
Debido a los problemas de movilidad que se presentan en Bucaramanga desde hace más de 20 años, se estudiaba la posibilidad de construir una vía que pudiera comunicar al Centro de la ciudad con la Ciudadela Real de Minas y el Sur de la ciudad sin tener que atravesar la ya congestionada Carrera 15. En el año 1993 se presentó el primer estudio para la construcción de una vía que comunicara estos sectores. El proyecto del viaducto se convirtió posteriormente, por razones presupuestales, en un proyecto llamado carreteable, que constaba de dos pequeños viaductos sobre las Quebradas La Rosita y El Loro, y un eje vial con doble calzada y longitud total de 2.5 kilómetros (el proyecto del carreteable aún sigue en pie y está en etapa de construcción).
En el año 2009 se volvió a hablar de un viaducto y en mayo de 2010 se adjudicó la licitación que ganó el Consorcio Internacional Viaducto de la Novena.
La construcción de los pilares se realizó mediante cimbra deslizante. La dovela sobre pila, de 17.90m x 30m, se construyó sobre una obra falsa metálica temporal. El tablero se construyó mediante la técnica de doble voladizo, con dovelas fundidas en sitio mediante el uso de carros de avance (Form Travelers). Las dovelas son de sección cajón de 6.8m de largo con un ancho total de 30 m, la base del cajón es de 8 m con 2 ejes de riostras exteriores para dar soporte a los aleros. Se coloca un tirante por cada dovela y se instalarón 20 tirantes por cada voladizo.

## Cronología del proyecto
- 1993: primer estudio de consultoría sobre el viaducto.
- 16 de marzo de 2010: apertura de licitación pública.
- 27 de mayo de 2010: adjudicación de la licitación.
- 30 de julio de 2010: ceremonia de colocación de la primera piedra.
- Diciembre de 2014: entrega de la obra civil por parte del contratista.
- Enero de 2015: comienzo en la instalación del sistema de iluminación.
- 9 de abril de 2015: entra en servicio el viaducto.